# 테크닉스
테크닉스(Technics, 일본어: テクニクス)는 오디오 장비를 위한 파나소닉의 일본 브랜드 이름이다. 1965년부터 이 브랜드 이름으로 파나소닉은 다양한 Hi-Fi 제품들을 생산해왔는데, 예를 들면 축음기, 앰프, 리시버, 테이프 데크, CD 플레이어, 스피커 등이 여러 국가에서 판매되었다. 나카미치와 같은 브랜드들과 경쟁하기 위해 하이엔드 오디오 장비 계열로 부각되었다.
2002년부터 제품들은 일본과 독립국가연합(CIS) 국가들(예: 러시아)을 제외하고 '파나소닉'이라는 브랜드를 사용하게 되었다. 파나소닉은 2010년 10월 대부분의 제품에서 이 브랜드의 사용을 중단했으나 2015년 이 브랜드는 더 하이엔드급의 턴테이블과 함께 부활하게 되었다. 이 브랜드는 수십 년 간 산업 표준으로 취급된 SL-1200 DJ 턴테이블로 유명하다.